# Gemeindezentrum Nathan-Söderblom-Haus (Berlin-Mariendorf)
|  | Info zur Audio-Datei |

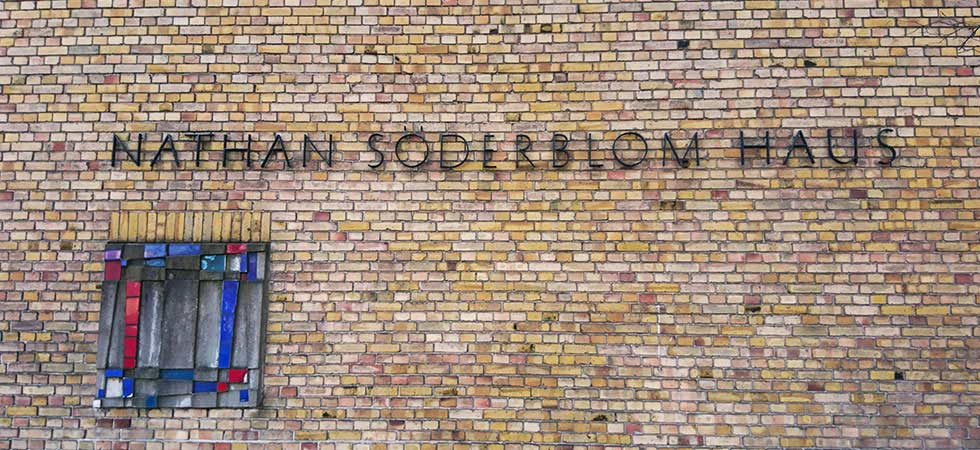
Schriftzug an der Nordwand des Kirchenschiffes

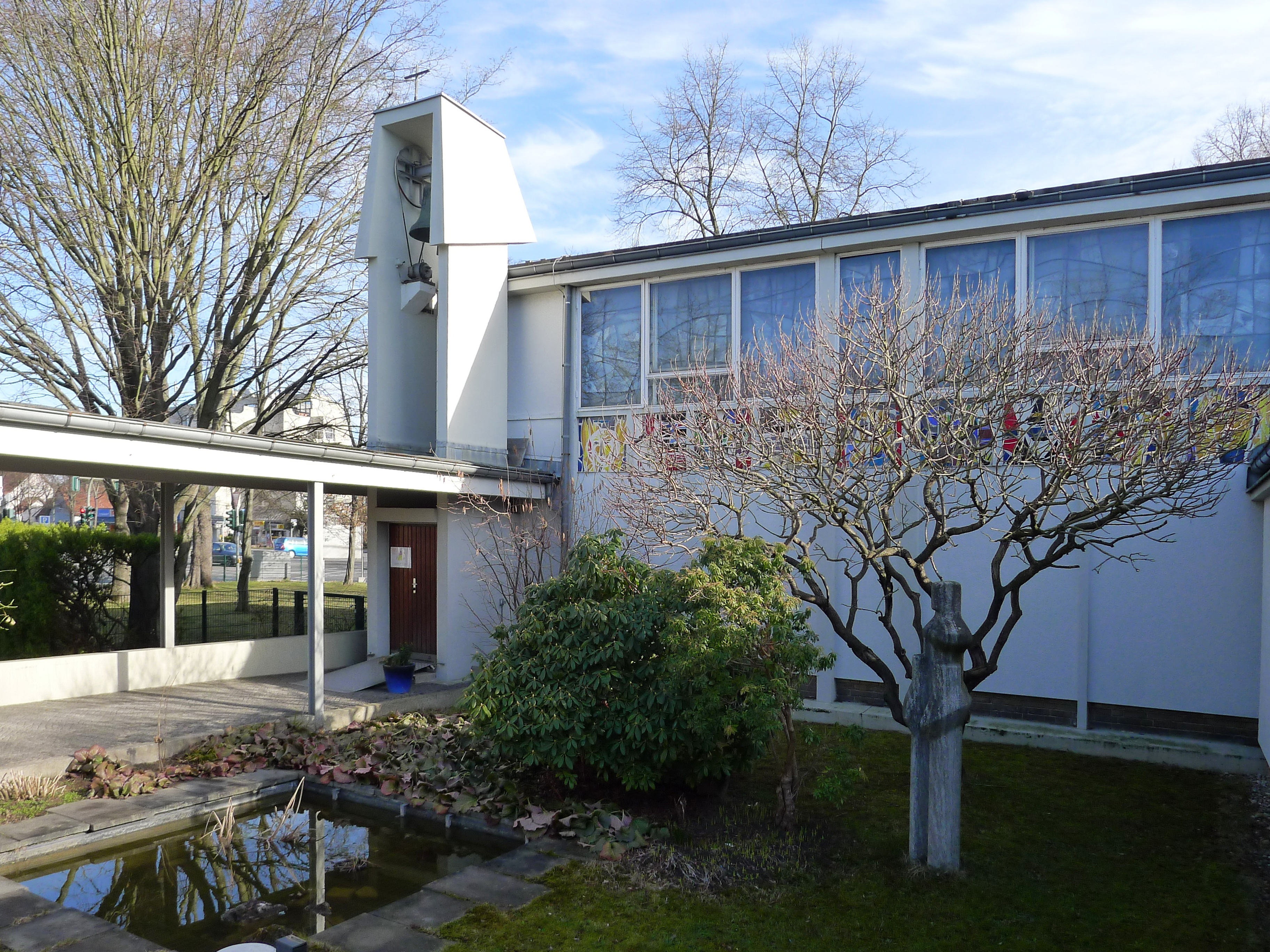
Gemeindezentrum Nathan-Söderblom-Haus

Das evangelische Gemeindezentrum Nathan-Söderblom-Haus, 1959 nach einem Entwurf des Architekten Günter Kohlhaus erbaut, steht am Mariendorfer Damm 342 Ecke Säntisstraße im Berliner Ortsteil Mariendorf des Bezirks Tempelhof-Schöneberg.

## Geschichte
Die evangelische Kirchengemeinde Mariendorf-Süd wurde 1961 von der Gemeinde der Dorfkirche Mariendorf abgeteilt. Das Gemeindezentrum mit Nathan Söderblom als Namenspatron wurde am 3. Oktober 1959 eingeweiht. Zunächst wurde nur ein Gebäudekomplex mit einem Gemeindesaal errichtet, der als Gottesdienstraum genutzt wurde. Ursprünglich war auch eine Kirche geplant. Da aber für einen weiteren Kirchenraum später kein Bedarf bestand, wurde sie nicht gebaut. In einem zweiten Bauabschnitt entstand 1966 vom selben Architekten räumlich davon getrennt ein Gemeindehaus, in dem damals eine Kindertagesstätte untergebracht war. Heute enthält er das Pfarramt und Wohnungen. Am 1. Januar 2023 trat die neue Pfarrerin Marika Elena David ihren Dienst in der Gemeinde an.

## Baubeschreibung
Der im Grundriss U-förmige Gebäudekomplex besteht aus dem eigenständigen Gebäudetrakt einer flachgedeckten Saalkirche und einem L-förmigen Anbau, der Räume für den Unterricht der Konfirmanden, einen Jugendraum, das Gemeindebüro und Wohnungen umfasst. Die Längswände der Saalkirche sind äußerlich durch Tragwerk gegliedert. Im unteren Bereich sind sie geschlossen, darüber sind sie durch ein hohes Fensterband aus farbigem Glasmosaik optisch akzentuiert. Die Stirnwände sind mit Ziegeln verblendet. Eine Pergola verbindet den Anbau mit dem Glockenturm.
Der Eingang zum Kirchsaal befindet sich zwischen den zwei Wandscheiben des Glockenturms aus Sichtbeton. Sie reichen an einer Ecke des Kirchenschiffs bis in die Höhe seines Flachdachs. Auf ihnen steht eine offene Glockenstube aus trapezförmigen Wandscheiben, bedeckt mit einem Satteldach, ebenfalls aus Sichtbeton. Dort hängt eine Bronzeglocke, die 1961 von Petit & Gebr. Edelbrock gegossen wurde. Sie hat eine Höhe von 79 cm, einen Durchmesser von 98 cm und eine Krone von 15 cm. Ihr Schlagton ist gis′.